# Сиенит
Сиенит (от Syene — Сиена, греческое название древнеегипетского города Сун, ныне Асуан) — магматическая плутоническая горная порода среднего состава, умереннощелочного ряда щёлочности из семейства сиенитов.

## Состав и свойства
Минеральный состав. Калиевый полевой шпат, плагиоклаз, с примесью цветных минералов: роговой обманки, биотита, пироксена, изредка оливина. В отличие от гранита практически не содержит кварца (менее 5 %). В зависимости от содержания цветных минералов сиениты называют роговообманковыми, слюдяными, кварцевыми и др. По содержанию щелочей разделяются на низко- и умереннощелочные. В низкощелочных сиенитах плагиоклазы представлены олигоклазом и андезином; в умереннощелочных — присутствуют калиевые полевые шпаты, реже — альбит.
Средний химический состав. SiO2 56—62 %, ТіO2 0.5—2 %, Al2O3 14—19 %, Fe2O3 1—4 %, FeO 0.5—5 %, MgO 0.2—3 %, CaO 1—5.5 %, Na2O 4—6.5 %, К2О 4—9 %.
Цвет. Светлоокрашенные породы, сероватые и розоватые, в зависимости от цвета калиевого полевого шпата и содержания темноцветных минералов.
Структура. Полнокристаллическая, равномернокристаллическая, иногда порфировидная, мелко- и среднезернистая.
Текстура. Массивная.
Удельный вес. 2,6
Форма залегания. Дайки, штоки.
Отдельность. Пластовая или параллелепипедная.
Генезис. Интрузивная (плутоническая) порода.
Разновидности. При содержании кварца более 5 % порода называется кварцевым сиенитом. Сиениты, содержащие щелочные пироксены и амфиболы, выделяются как щелочные сиениты, а фельдшпатоиды — как фельдшпатоидные сиениты.
Диагностика. В отличие от гранита «не блестит», так как практически не содержит кварца.

## Месторождения
Украина (Волынская область), Кавказ, Урал, Казахстан, Средняя Азия, США, Канада, Германия, Норвегия и др.
Сиенитами сложены знаменитые Красноярские столбы.
Практическое значение. Строительный материал.

## История и литература
В своё время интересные описания многообразия горных пород на Восточном Саяне оставил князь Кропоткин, побывавший в середине XIX века в Бурятии. В частности, он обратил внимание и на сиенит, периодически встречавшийся среди обломков камней и пород, образующих окрестные склоны.

"…Так как уже было поздно, а впереди предстояло ещё два трудных переезда через Жемчуг, то я перешёл на правый его берег и еле выбрался среди густого леса, грязи и мшистых кочек к горам правого берега, где встретил обнажения только еврейского камня, простирающиеся на полверсты. Гнейс, о котором я говорю, изрезан весьма частыми жилами кварца и перемежается с гранитом и сиенитом, имеющим слоистое строение. В сиените попадается вениса.— Пётр Кропоткин «Поездка в Окинский караул» (глава II «Тункинская котловина»)